# Рамон Менезес
Рамон Менезес (30. јун 1972) бивши је бразилски фудбалер.

## Каријера
Током каријере играо је за Крузеиро, Васко да Гама, Флуминенсе, Ботафого и многе друге клубове.

## Репрезентација
За репрезентацију Бразила дебитовао је 2001. године. За национални тим одиграо је 5 утакмица и постигао 1 гол.

## Статистика
| Бразил | Бразил | Бразил |
| Год.   | Ута.   | Гол.   |
| ------ | ------ | ------ |
| 2001   | 5      | 1      |
| Укупно | 5      | 1      |